# 土屋正孝
土屋 正孝 （つちや まさたか、1935年10月6日 - ）は、長野県松本市出身の元プロ野球選手（内野手）。

## 経歴
警察官の長男に生まれる。土屋は野球のほか、テニス・バスケットボール・バレーボールなど、球技は何でも得意で、姉と妹は高校時代にテニスで日本一になったことがあるという球技一家であった。
松本深志高校では、1953年春季長野大会中信予選決勝に進むが、後にプロで同僚となる堀内庄・木次文夫のいた松商学園に惜敗。同年夏も県予選で敗れ甲子園には届かなかった。高校では複数のポジションをこなし、2年生では捕手と三塁手を兼ね、3年生になると投手を任されていた。当初大学への進学を予定していたが、読売ジャイアンツ・中日ドラゴンズ・国鉄スワローズから勧誘され、1954年に巨人に投手として入団。
入団後まもなく、二軍監督の内堀保が打力を生かして打者に転向させる。ハワイから来日していた強打の柏枝文治より守備が安定しており、3年目の1956年には開幕から三塁手のレギュラーポジションを獲得。同年の西鉄との日本シリーズでは岩本堯と併用され8打数3安打2打点を記録。1957年には遊撃手も兼ね、初の規定打席（25位、打率.221）に達する。西鉄との日本シリーズは全5試合に先発するが20打数4安打とあまり活躍の場はなかった。1958年に立教大学出身の大型三塁手・長嶋茂雄が入団すると土屋は二塁手にコンバートされるが、前年度までの正二塁手であった内藤博文や関西六大学野球リーグで本塁打記録を作った新人の難波昭二郎との競争に勝ってレギュラーとなる。西鉄との日本シリーズでも全7試合に先発出場。第1,2戦で各2打点と活躍するが、その後は振るわずシリーズ通算26打数4安打5打点に終わる。
当時の一塁・川上哲治（のち王貞治）、二塁・土屋、遊撃・広岡達朗、三塁・長嶋茂雄、という巨人の内野陣は派手で見栄えがよく、マスコミから大型内野陣あるいは百万ドル内野陣と呼ばれた。1959年にはリーグ2位の35盗塁を記録し、二塁手としてベストナインを獲得する。また、同年の南海ホークスとの日本シリーズでは、杉浦忠の4連投の前にストレート負けを喫する中、土屋は一番もしくは二番打者として18打数8安打2打点、打率.444と杉浦らを打ち崩し、敢闘賞を獲得している。
1960年に打率.206と成績を落とすと、一念発起して身体作りから練習をやり直すために、中野から多摩川グラウンドの近くへ住居を移す。しかし、現役時代にかわいがられていた川上哲治が引退してヘッドコーチに就いたのちは関係が微妙になっており、1961年には既に月給1割ダウンで契約更改まで終えていたにもかかわらず、川上が監督に就任すると土居章助とのトレードで国鉄スワローズへ移籍させられた。ここで、土屋は統一契約書にある、移籍先での給料は移籍前の球団での前年度の給料を下回ってはならない、との条項を持ち出して巨人の取った措置が誤りであることを指摘。結局、1割ダウンされた給料は元に戻された上での移籍となった。
巨人では下位打線を打つことが多かったが、国鉄では開幕から四番打者、二塁手として起用される。その後も三番打者を任されて、ゴールデンウィーク頃には4割を越える高打率で打撃成績トップに座るなど、シーズン当初は巨人の長嶋と激しく首位打者を争った。この頃の打撃の好調ぶりは、巨人から東映フライヤーズの監督に移った水原茂が、思わず「しまった」（巨人が放出することを知っていれば東映に連れてきたのに）と漏らしたほどであったという。結局この年はチームトップの打率.269（リーグ13位）、132安打を記録するなど、攻守の要として活躍し、球団史上初の3位、Aクラス入りの原動力となった。またこの年には2度目のベストナインも獲得している。1963年までレギュラーを守るが、1964年は故障もあって6月から杉本公孝に定位置を譲る。
1965年に球団の経営権が国鉄からサンケイに譲渡される中、国鉄の今泉代表による経営立て直し策「高給のわりに貢献度の少ない選手」の放出第一号として、阪神タイガースに移籍する。なお同時に国鉄ベテラン町田行彦（巨人へ移籍）・宮本敏雄（引退）らも退団している。移籍に当たって、土屋は「これでわかったことは、ぼくは早くレギュラーになりすぎて、ぬるま湯に浸かったような気持ちになっていたと言うことです」と話し、愛読書のカフカや世界文学全集を整理したと、決意を語っている。しかし、阪神では守備を優先するチーム方針もあって、鎌田実・本屋敷錦吾の壁に阻まれて出場機会を得られず、同年限りで現役を退いた。
引退後は野球評論家を志し、野球評論を書いて文藝春秋へ持ち込むなど活動するが果たせず、六本木でクラブ『狂四郎』、八王子で養老乃瀧を経営したり、建築関係のコンサルタント業を行うなど、自営業を営んだ。

## 選手としての特徴
長身で試合中は常にポーカーフェイス、打席ではバットを大きく構えるスタイルが剣豪を髣髴とさせたことから、眠狂四郎のニックネームでも親しまれた。仲の良かった広岡達朗は土屋の守備について「うまい選手でした。球を捕りに行く仕切りからきちんとできていた。だからミスが非常に少ない」と評している。

## 人物
目が細く、けだるそうな表情をしており、いつも眠っているように見えたことから、実は眠狂四郎のニックネームは水原茂監督が名付けたともいう。試合中でも眠っているように見えるようなところがあって、首脳陣からの評価はあまり芳しくなかった一方、同期入団で三遊間のち二遊間を組んだ広岡達朗とは仲がよく、遠征先の宿舎でよく夜遅くまで、ゴロの捕球方法を始めとして、野球について語り合っていた。
長嶋茂雄が入団してきた際、自分より長嶋の素質が優れていることをすぐに見抜き、二塁手にコンバートするように指示を受けても、不満に思うことはなかった。それもあって長嶋とは仲がよく、遠征の試合後には難波昭二郎や藤田元司を誘ってしばしば麻雀に興じたという。
出身校の松本深志高校は長野県でも屈指の進学校で、その中でも土屋は理数系科目を得意とし、上位20位前後の成績であったことから、プロ野球界に進むことに友人が皆驚いたという。また文学を好んで、ロッカールームでバルザックを読み、愛読書はカフカや『世界文学全集』であった。

## エピソード
1961年9月7日の巨人・国鉄22回戦（ダブルヘッダー第2試合）の2-2で迎えた11回表、国鉄2死一・二塁のチャンスで打者鈴木秀幸の打球は三塁ゴロとなり、巨人の長嶋茂雄三塁手は二塁走者の土屋を刺そうとしたが間一髪セーフ。だが、土屋は三塁を大きくオーバーランしてしまい、長嶋と藤尾茂捕手との間に挟まれた。長嶋から送球を受けた藤尾は土屋にタッチしようとしたが、三塁方向に逃れた土屋は長嶋と交錯し、そのまま長嶋の背後から回り込むような形で本塁に突入し、藤尾のタッチをかわして生還した。
島秀之助球審は初めアウトを宣告したが、国鉄の砂押邦信監督の「藤尾はノータッチ、長嶋も走塁妨害」との抗議を受け審判団との協議の結果、長嶋の走塁妨害を認めて判定を覆し、土屋のホームインを認めた。だが、今度は巨人の川上監督が「藤尾はタッチしているからアウト。むしろ土屋の方が守備妨害ではないか」と猛抗議。だが判定は覆らず、一旦川上監督は引き下がるが、今度は場内に何の説明も無いことに業を煮やした観客が怒り出し、場内に無数の座布団や空き瓶が投げ込まれ、ライトスタンドでは焚き火をする者まで現れた。機動隊が出動して収拾にあたるが騒ぎは治まらず、その中で巨人が2度目の抗議に乗り出し、「土屋の走塁はスリーフィートラインオーバーにあたるからアウト」と主張。この抗議は1時間近くに及んだが、やはり判定は覆らなかった。
ようやく島球審がマイクで場内に状況を説明したのは午後11時41分。騒ぎの原因となったプレーから1時間40分以上も経過してからであった。グラウンドの片付けが終わって試合が再開したのは午後11時53分、ゲームセットが翌9月8日0時11分（3-2で国鉄の勝利）。
両軍が中々譲らず、ファンも激しくエキサイトしたのは、シーズン終盤で激しく優勝争いしていたチーム同士の試合であったからとも言われる。

## 詳細情報

### 年度別打撃成績
| 年 度      | 球 団      | 試 合 | 打 席 | 打 数 | 得 点 | 安 打 | 二 塁 打 | 三 塁 打 | 本 塁 打 | 塁 打 | 打 点 | 盗 塁 | 盗 塁 死 | 犠 打 | 犠 飛 | 四 球 | 敬 遠 | 死 球 | 三 振 | 併 殺 打 | 打 率 | 出 塁 率 | 長 打 率 | O P S |
| ---------- | ---------- | ----- | ----- | ----- | ----- | ----- | -------- | -------- | -------- | ----- | ----- | ----- | -------- | ----- | ----- | ----- | ----- | ----- | ----- | -------- | ----- | -------- | -------- | ----- |
| 1955       | 巨人       | 7     | 14    | 12    | 2     | 3     | 0        | 1        | 0        | 5     | 0     | 0     | 0        | 0     | 0     | 2     | 0     | 0     | 1     | 0        | .250  | .357     | .417     | .774  |
| 1956       | 巨人       | 115   | 334   | 303   | 44    | 78    | 11       | 3        | 6        | 113   | 27    | 6     | 10       | 5     | 3     | 20    | 0     | 2     | 53    | 7        | .257  | .262     | .373     | .635  |
| 1957       | 巨人       | 129   | 475   | 438   | 47    | 97    | 17       | 4        | 7        | 143   | 42    | 28    | 8        | 6     | 1     | 29    | 1     | 1     | 66    | 9        | .221  | .271     | .326     | .598  |
| 1958       | 巨人       | 100   | 317   | 281   | 42    | 69    | 11       | 2        | 5        | 99    | 24    | 12    | 4        | 4     | 1     | 31    | 1     | 0     | 44    | 7        | .246  | .321     | .352     | .673  |
| 1959       | 巨人       | 121   | 444   | 398   | 44    | 101   | 7        | 7        | 6        | 140   | 41    | 35    | 13       | 5     | 2     | 36    | 0     | 3     | 68    | 11       | .254  | .320     | .352     | .672  |
| 1960       | 巨人       | 120   | 428   | 379   | 39    | 78    | 18       | 2        | 6        | 118   | 27    | 18    | 6        | 7     | 2     | 38    | 2     | 2     | 73    | 5        | .206  | .282     | .311     | .593  |
| 1961       | 国鉄       | 130   | 553   | 491   | 52    | 132   | 17       | 2        | 5        | 168   | 39    | 14    | 9        | 4     | 5     | 51    | 3     | 2     | 73    | 13       | .269  | .340     | .342     | .682  |
| 1962       | 国鉄       | 119   | 472   | 432   | 33    | 92    | 27       | 1        | 8        | 145   | 34    | 6     | 2        | 9     | 1     | 28    | 0     | 2     | 58    | 9        | .213  | .264     | .336     | .600  |
| 1963       | 国鉄       | 135   | 531   | 484   | 53    | 126   | 15       | 4        | 9        | 176   | 47    | 25    | 9        | 11    | 4     | 32    | 0     | 0     | 60    | 23       | .260  | .306     | .364     | .670  |
| 1964       | 国鉄       | 69    | 179   | 161   | 12    | 38    | 5        | 0        | 1        | 46    | 17    | 8     | 1        | 3     | 0     | 15    | 0     | 0     | 20    | 2        | .236  | .301     | .286     | .587  |
| 1965       | 阪神       | 52    | 78    | 73    | 6     | 12    | 0        | 0        | 1        | 15    | 1     | 2     | 1        | 0     | 0     | 5     | 0     | 0     | 11    | 1        | .164  | .218     | .205     | .423  |
| 通算：11年 | 通算：11年 | 1097  | 3825  | 3452  | 374   | 826   | 128      | 26       | 54       | 1168  | 299   | 154   | 63       | 54    | 19    | 287   | 7     | 12    | 527   | 87       | .239  | .300     | .338     | .638  |

- 各年度の太字はリーグ最高

### 表彰
- ベストナイン：2回 （二塁手部門：1959年、1961年）
- 日本シリーズ敢闘賞：1回 （1959年）

### 記録
節目の記録
- 1000試合出場：1964年4月26日 ※史上84人目

その他の記録
- オールスターゲーム出場：1回 （1961年）

### 背番号
- 49 （1954年 - 1956年途中）
- 25 （1956年途中 - 1960年、1965年）
- 10 （1961年 - 1964年）